# لیروی واتسون
لیروی واتسون (انگلیسی: Leroy Watson؛ زادهٔ ۶ ژوئیهٔ ۱۹۶۵) کماندار اهل بریتانیا است.